# F. K. Bodø/Glimt
El Fotballklubben Bodø/Glimt o simplemente F. K. Bodø/Glimt es un club noruego de fútbol de la ciudad de Bodø, capital de Nordland. El club fue fundado en 1916 y disputa sus encuentros como local en el Aspmyra Stadion, con capacidad para 8 270 espectadores. Es uno de los dos equipos de la región Nord-Norge, junto con Tromsø IL. Actualmente juega en la Eliteserien, máxima categoría del fútbol en Noruega, donde ha resultado campeón en cuatro ocasiones, así como de la Copa de Noruega en dos.
Ha disputado competiciones europeas en once temporadas, tres en la Recopa de Europa, seis en la Copa de la UEFA/Liga Europa y tres de la Liga Conferencia de la UEFA. Ha participado en tres rondas previas de clasificación de la Liga de Campeones de la UEFA, pese a no clasificarse en ninguna ocasión a la fase de grupos. Es el primer club noruego en la historia que disputa unas semifinales de competición europea.

## Historia
Mientras que en otras ciudades de Nordland como Narvik, Mo i Rana y Mosjøen ya habían fundado sus clubes de fútbol, el Bodø nació relativamente tarde, en 1916. El club fue fundado como Footballclub Glimt ("glimt" significa "rayo"). Uno de sus fundadores fue Erling Tjærandsen, quien también fue el primer presidente del club, y más tarde miembro honorífico (también  destacó como jugador de fútbol y esquiador). El primer partido de Glimt fue ante el Instituto de Bodø (porque el Glimt era el único club de fútbol en la ciudad).
En 1919 el Glimt ganó su primer título, el Campeonato del condado de Nordland. Pero el encanto de la novedad terminaría rápido. En la década de 1920, el Glimt sufrió un bajón anímico, además de una crisis económica. Llegó a haber conversaciones sobre una posible fusión entre el Glimt y el Skiclub B. & O.I., pero al final no se hizo nada. El espíritu del club rejuvenecería a través de las visitas de estrellas del fútbol y entrenadores del sur de Noruega como Jørgen Juve en 1929. En la década de 1930 Glimt también comenzó a entrenar bajo techo para reducir el impacto de los ásperos inviernos árticos de Bodø.
Este nuevo enfoque a finales de la década de 1920 y principios de 1930 arrojó resultados positivos, y el Glimt se convirtió en un club de prestigio en el norte de Noruega (ganó nueve campeonatos del norte de Noruega) y a nivel nacional desde la década de 1970.
Los equipos del Norte de Noruega no tenían la posibilidad de competir en la Copa de Noruega, sino hasta 1963. En su primer juego copero en 1963, Bodo/Glimt llegó a la cuarta ronda, después de una victoria como local 7-1 sobre Nordil, luego conseguiría dos victorias a domicilio sobre Nidelv (de Trondheim) y Rosenborg. En la cuarta ronda, Glimt tuvo que jugar otro partido fuera de casa, esta vez ante Frigg Oslo FK. Frigg ganó 2-0, por lo que Glimt quedaría fuera de la Copa. Pero Bodø/Glimt consiguió demostrar que los equipos norteños podían jugar al mismo nivel que los equipos del sur.
No fue hasta 1972 que los equipos del norte tuvieron la posibilidad de pelear el ascenso a la Eliteserien. Esto se debía a la vieja creencia de que los equipos de Nordland, Troms y Finnmark no podían competir al mismo nivel que los equipos del sur. Bodø/Glimt es uno de tres equipos del norte de Noruega que han formado parte de la máxima categoría, siendo los otros 2, Tromsø IL y FK Mjølner.
Desde 1973 Noruega dividió la Segunda División de Noruega en 3 grupos: dos para los equipos del sur y uno de los equipos del norte. Bodø /Glimt necesitó tres años para obtener su ascenso, debido a las reglas de la misma. Los campeones en las dos divisiones del sur conseguían automáticamente su ascenso, pero el campeón de la del norte tenía que enfrentar en partidos de play-off a los dos comodines subcampeones del sur. El sistema de la liga provocó bastante amargura en el norte. Esta amargura empeoró en 1975 cuando Bodø/Glimt, ganó la Copa de Noruega, pero no logró la promoción debido a las reglas especiales de play-off para los clubes del Norte-Noruega.
En las temporadas de 1974 y 1975, Bodo/Glimt ganó su división, cosa que no fue suficiente para lograr el ascenso, tras perder en los play-offs (empató sus partidos, mas no tuvo derrotas).
En 1976, Bodo/Glimt logró al fin superar el sistema de competencia noruego, al poder vencer 4-0 al Odd y empatar 1-1 ante el FC Lyn Oslo, conviriéndose en el segundo equipo del norte de Noruega en obtener el ascenso a la primera división, solamente después de FK Mjølner en 1971. No fue sino hasta finales de 1970 cuando la Asociación de Fútbol de Noruega cambió las reglas de la promoción, se suprimieron los play-off entre los equipos del norte y los equipos del sur. A partir de entonces todos podían conseguir la promoción, sin importar su ubicación geográfica.
Después de un maravilloso debut en la primera división en 1977 -subcampeón en liga y copa, ambos perdiendo ante el Lillestrøm SK- Bodo/Glimt jugaría cuatro temporadas en primera, al descender en 1980, tras terminar en el duodécimo y último lugar.
Los 80 fueron los momentos más difíciles en la historia del club, en los que Bodo/Glimt jugó en la segunda división, e incluso sería relegado a la tercera división regional. Durante un par de años, a mediados de la década de 1980, incluso dejaron de ser el mejor equipo de Bodø, teniendo al Grand Bodø por encima en la clasificación. Pero el tormento terminó en 1991. Con el entrenador Jan Muri a cargo, Glimt logró regresar a la primera división. Al año siguiente ficharon a Trond Sollied como entrenador del equipo, con el que conseguiría el campeonato en 1992. Por fin, en 1993, Bodo/Glimt estaba de vuelta en la primera división, y como en la primera temporada de 1977, terminó segundo en la liga. A diferencia de aquel año, el Bodo/Glimt se coronó campeón de la copa (una victoria por 2-0 sobre el Strømsgodset IF). Aquel doblete fue la guinda en el pastel tras tres temporadas geniales, pasando de segunda división al subcampeonato en la primera división en solamente tres años - un logro que es poco común en el fútbol de Noruega.

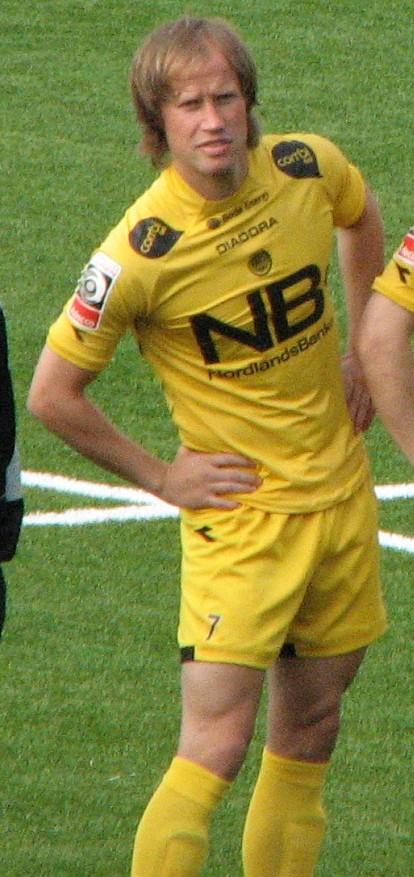
Runar Berg fue un mediocampista y jugador clave en la temporada del club en 2010 y jugó casi 500 partidos con el Bodø/Glimt.

Desde su reincorporación a la primera división Bodø/Glimt tuvo un rendimiento bastante peculiar. Después de ser la sensación en la liga durante una temporada, pasó a ser un equipo que peleó por no descender, como por ejemplo, entre 1993 y 1994 cuando Bodo/Glimt ganó la Copa y se convirtió en subcampeón de liga, y al año siguiente conservó la categoría gracias a la diferencia de goles.
Otro ejemplo de un rendimiento bipolar fue durante las temporadas 2003 y 2004. En 2003 el club terminó subcampeón detrás del poderoso Rosenborg. El equipo también perdería ante ellos la final de la Copa de Noruega 2003, para que al año siguiente terminara antepenúltimo y jugara la promoción contra Kongsvinger IL para evitar el descenso. Glimt perdió por la mínima como visitante, pero logró remontarle en casa, con un contundente 4-0, y así poder conservar la categoría.
Desde el regreso del club en 1993, Glimt jugó 12 temporadas consecutivas en primera, 16 en total desde su primer ascenso. Desafortunadamente en 2005, volvió a descender.
Su estancia en la Primera División de Noruega resultó más difícil de lo imaginado por sus aficionados, y muchos se sintieron decepcionados cuando Glimt no logró el tercer puesto de play-off que había conservado gran parte de la temporada, terminando finalmente en la quinta posición. Además, se vio empañado por las dificultades financieras, lo que obligó al equipo a vender a su máximo goleador, Håvard Sakariassen, y al capitán del equipo, Cato Andrè Hansen, a sus rivales de ascenso Bryne FK, a media temporada. Era la única solución, si quería estabilizar su situación financiera, que era tan severa que la Asociación de Fútbol de Noruega amenazó con no darles su licencia para la próxima temporada, que habría sido desastroso para el equipo un descenso forzoso a la segunda división.
Los pobres resultados hacia el final de la temporada, finalmente llevaron a la junta de aficionados del club a escribir una carta abierta, en la que se criticó la formación y los hábitos de consumo de alcohol de algunos jugadores no identificados. En un giro inesperado, unas pocas semanas más tarde, el club de aficionados fue amenazado con una demanda millonaria por el exentrenador Trond Sollied, que fue mencionado brevemente en una frase de la carta tras haber estado él a cargo cuando los malos hábitos del equipo empezaron. Todas las reclamaciones se retraen rápidamente por el club de aficionados.
En la segunda temporada en la Primera División de Noruega, Bodø/Glimt consiguió su principal objetivo, volver a la Eliteserien después de dos partidos de promoción - una vez más, como en 1976 - contra el Odd. Bodø/Glimt se convirtió en el primer equipo noruego en nueve años en conseguir ascender mediante el nuevo formato de promoción play-off. Este fue también el último partido en el Bodo/Glimt para las leyendas del fútbol noruego Erik Hoftun y Kent Bergersen.
En 2009, de nuevo bajaría a la Primera División de Noruega, terminando en la penúltima posición con 28 puntos, y tras 4 años en ella, volvió en 2013 a la Eliteserien, con una maravillosa temporada, y teniendo como goleador a Abdurahim Laajab.
En 2020 se convirtió en el primer club de fútbol ubicado al norte del círculo polar ártico en ganar la máxima liga de su país entre las ligas reconocidas oficialmente por la FIFA. En 2021 gana nuevamente el título y se convierte en bicampeón.
En la temporada 2023/24 gana la liga por 3º ocasión.
El 18 de abril de 2025 vence a la Lazio en penaltis y se convierte en el primer equipo noruego de la historia en pasar a semifinales de un torneo continental en la Europa League 2024/25.

## Jugadores

### Altas y bajas 2024-25 (verano)
Altas 
| Jugador      | Nacionalidad       | Posición      | Procedencia | Tipo     | Precio |
| ------------ | ------------------ | ------------- | ----------- | -------- | ------ |
| Daniel Bassi | Bandera de Noruega | Mediocampista | Tromsø IL   | Traspaso | Libre  |

Bajas 
| Jugador          | Nacionalidad       | Posición      | Destino     | Tipo            | Precio      |
| ---------------- | ------------------ | ------------- | ----------- | --------------- | ----------- |
| Hugo Vetlesen    | Bandera de Noruega | Mediocampista | Club Brujas | Traspaso        | 7.750.000 € |
| Brice Wembangomo | Bandera de Noruega | Mediocampista | BK Häcken   | Traspaso        | 1.000.000 € |
| Joel Mugisha     | Bandera de Noruega | Delantero     | FC Lorient  | Fin de préstamo | --          |
| Lasse Nordås     | Bandera de Noruega | Delantero     | Tromsø IL   | Traspaso        | ?           |

## Entrenadores
- Jørgen Juve (1939)
- Arvid Halvorsen (1963–1965)
- Andreas Berg (1965–1969)
- Karl Adamek (1970)
- Andreas Berg (1971–1975)
- Odd Bjørn Kristoffersen (1975–1977)
- René van Eck (1978)
- Odd Bjørn Kristoffersen (1978)
- Erik Ruthford Pedersen (1979–1980)
- Joe Hooley (1981)
- Harald Berg (1981)
- Odd Bjørn Kristoffersen (1981)
- Truls Klausen (1982)
- Andreas Berg (1983)
- Harald Berg (1983)
- Jacob Klette (1984)
- Øystein Gåre (1985–1989)
- Odd Bjørn Kristoffersen (1989–1990)
- Jan Muri (1991)
- Trond Sollied (1992–1996)
- Øystein Gåre (1997–1998)
- Dag Opjordsmoen (1999–2001)
- Øystein Gåre (2001–2004)
- Kent Bergersen (2005–2007)
- Kåre Ingebrigtsen (2008–2011)
- Cato André Hansen (2011–2012)
- Jan Halvor Halvorsen (2013–2015)
- Aasmund Bjørkan (2015–2017)
- Kjetil Knutsen (2018–)

## Gerencia
| Presidente         | Frode Thomassen          |
| Director           | Bjørn-Tore Hansen        |
| Director de Fútbol | Bjørn-Tore Hansen        |
| Interino           | Leif-Jørgen Nygårdsæther |

## Récords

### Torneos de Liga
- Mayor victoria: 8–0 ante el FC Lyn Oslo en 1993.
- Peor derrota: 0–6 ante el IK Start Kristiansand en 1994, y 0–6 ante el FC Lyn Oslo en 2005.

### Torneos de Copa
- Mayor victoria: 11–2 ante el Mosjøen BK en 2002.
- Peor derrota: 0–5 ante el Viking Stavanger FK en 1974 y 0–5 ante el Odd Grenland en 2000 .
- Peor logro: Eliminado en la primera ronda ante el Grovfjord FK 0–1 en 1991; la única ocasión en que el equipo fue eliminado en la primera ronda.

### Torneos europeos
- Mayor victoria: 6-1 ante Roma en 2021.
- Peor derrota: 2-5 ante Legia Varsovia en 2021.

## Palmarés

### Torneos nacionales (15)
| Competición nacional                    | Títulos                                               | Subtítulos                    |
| --------------------------------------- | ----------------------------------------------------- | ----------------------------- |
| Eliteserien (4)                         | 2020, 2021, 2023, 2024.                               | 1977, 1993, 2003, 2019, 2022. |
| Primera División de Noruega (2)         | 2013, 2017.                                           |                               |
| Copa de Noruega (2)                     | 1975, 1993.                                           | 1977, 1996, 2003, 2021-22.    |
| Copa de Noruega del Norte de fútbol (9) | 1930, 1933, 1934, 1939, 1952, 1963, 1964, 1967, 1969. | 1949, 1955, 1961, 1962, 1966. |
| Liga de Noruega del Norte de Fútbol (2) | 1974, 1975.                                           |                               |

## Participación en competiciones de la UEFA
| Competición UEFA | Competición UEFA                   | Competición UEFA                   | Competición UEFA      | Competición UEFA | Competición UEFA | Competición UEFA |
| Temporada        | Torneo                             | Ronda                              | Club                  | Local            | Visita           | Global           |
| ---------------- | ---------------------------------- | ---------------------------------- | --------------------- | ---------------- | ---------------- | ---------------- |
| 1976-77          | Recopa de Europa                   | 1/16 final                         | Napoli                | 0-2              | 0-1              | 0-3              |
| 1978-79          | Recopa de Europa                   | 1/16 final                         | Union Luxembourg      | 4-1              | 0-1              | 4-2              |
| 1978-79          | Recopa de Europa                   | 1/8 final                          | Internazionale        | 0-5              | 1-2              | 1-7              |
| 1994-95          | Recopa de Europa                   | Ronda previa                       | Olimpija Rīga         | 6-0              | 0-0              | 6-0              |
| 1994-95          | Recopa de Europa                   | 1/16 final                         | Sampdoria             | 3-2              | 0-2              | 3-4              |
| 1996-97          | Copa de la UEFA                    | 1/64 final                         | Beitar Jerusalén      | 5-1              | 2-1              | 7-2              |
| 1996-97          | Copa de la UEFA                    | 1/32 final                         | Trabzonspor           | 1-2              | 1-3              | 2-5              |
| 1999-00          | Copa de la UEFA                    | Ronda previa                       | Vaduz                 | 1-0              | 2-1              | 3-1              |
| 1999-00          | Copa de la UEFA                    | 1/64 final                         | Werder Bremen         | 0-5              | 1-1              | 1-6              |
| 2004-05          | Copa de la UEFA                    | Segunda ronda previa               | FCI Levadia Tallinn   | 1-2              | 2-1              | 3-3 (8-7 p.)     |
| 2004-05          | Copa de la UEFA                    | Primera ronda                      | Beşiktaş              | 1-1              | 0-1              | 1-2              |
| 2020-21          | Liga Europa de la UEFA             | Primera ronda previa               | Kauno Žalgiris        | 6-1              | 6-1              | 6-1              |
| 2020-21          | Liga Europa de la UEFA             | Segunda ronda previa               | Žalgiris              | 3-1              | 3-1              | 3-1              |
| 2020-21          | Liga Europa de la UEFA             | Tercera ronda previa               | Milan                 | 2-3              | 2-3              | 2-3              |
| 2021-22          | Liga de Campeones de la UEFA       | Primera ronda clasificatoria       | Legia Varsovia        | 2-3              | 0-2              | 2-5              |
| 2021-22          | Liga Europa Conferencia de la UEFA | Segunda ronda clasificatoria       | Valur                 | 3-0              | 3-0              | 6-0              |
| 2021-22          | Liga Europa Conferencia de la UEFA | Tercera ronda clasificatoria       | Pristina              | 1-2              | 2-0              | 3-2              |
| 2021-22          | Liga Europa Conferencia de la UEFA | Cuarta ronda clasificatoria        | Žalgiris              | 2-2              | 1-0              | 3-2              |
| 2021-22          | Liga Europa Conferencia de la UEFA | Fase de grupos                     | Zoryá Lugansk         | 3–1              | 1–1              | 2º lugar         |
| 2021-22          | Liga Europa Conferencia de la UEFA | Fase de grupos                     | Roma                  | 6–1              | 2–2              | 2º lugar         |
| 2021-22          | Liga Europa Conferencia de la UEFA | Fase de grupos                     | CSKA Sofia            | 0–0              | 2–0              | 2º lugar         |
| 2021-22          | Liga Europa Conferencia de la UEFA | Ronda preliminar fase eliminatoria | Celtic                | 3-1              | 2-0              | 5-1              |
| 2021-22          | Liga Europa Conferencia de la UEFA | Octavos de final                   | AZ Alkmaar            | 2-1              | 2-2 (pró.)       | 4-3              |
| 2021-22          | Liga Europa Conferencia de la UEFA | Cuartos de final                   | Roma                  | 2-1              | 0-4              | 2-5              |
| 2022-23          | Liga de Campeones de la UEFA       | Primera ronda previa               | KÍ                    | 3-0              | 1-3              | 4-3              |
| 2022-23          | Liga de Campeones de la UEFA       | Segunda ronda previa               | Linfield              | 8-0              | 0-1              | 8-1              |
| 2022-23          | Liga de Campeones de la UEFA       | Segunda ronda previa               | Žalgiris              | 5-0              | 1-1              | 6-1              |
| 2022-23          | Liga de Campeones de la UEFA       | Cuarta ronda previa                | Dinamo Zagreb         | 1-0              | 1-4 (pró.)       | 2-4              |
| 2022-23          | Liga Europa de la UEFA             | Fase de grupos                     | PSV Eindhoven         | 1-2              | 1-1              | 3º lugar         |
| 2022-23          | Liga Europa de la UEFA             | Fase de grupos                     | Zürich                | 2-1              | 2-1              | 3º lugar         |
| 2022-23          | Liga Europa de la UEFA             | Fase de grupos                     | Arsenal               | 0-1              | 3-0              | 3º lugar         |
| 2022-23          | Liga Europa Conferencia de la UEFA | Ronda preliminar fase eliminatoria | Lech Poznań           | 0-0              | 0-1              | 0-1              |
| 2023-24          | Liga Europa Conferencia de la UEFA | Segunda ronda clasificatoria       | FC Bohemians          | 3-0              | 4-2              | 7-2              |
| 2023-24          | Liga Europa Conferencia de la UEFA | Tercera ronda clasificatoria       | Pyunik Ereván         | 3-0              | 3-0              | 6-0              |
| 2023-24          | Liga Europa Conferencia de la UEFA | Play-off                           | Sepsi OSK             | 3-2 (pró.)       | 2-2              | 5-4              |
| 2023-24          | Liga Europa Conferencia de la UEFA | Grupo D                            | Club Brugge           | 0-1              | 1-3              | 1-4              |
| 2023-24          | Liga Europa Conferencia de la UEFA | Grupo D                            | Besitkas              | 3-1              | 2-1              | 5-2              |
| 2023-24          | Liga Europa Conferencia de la UEFA | Grupo D                            | FC Lugano             | 5-2              | 0-0              | 5-2              |
| 2023-24          | Liga Europa Conferencia de la UEFA | 1/16                               | AFC Ajax              | 1-2 (pró.)       | 2-2              | 3-4              |
| 2024-25          | Liga de Campeones de la UEFA       | Segunda ronda clasificatoria       | FK RFS                | 4-0              | 3-1              | 7-1              |
| 2024-25          | Liga de Campeones de la UEFA       | Tercera ronda clasificatoria       | Jagiellonia Białystok | 4-1              | 1-0              | 5-1              |
| 2024-25          | Liga de Campeones de la UEFA       | Play-off                           | Estrella Roja         | 2-1              | 0-2              | 2-3              |
| 2024-25          | Liga Europa de la UEFA             | Fase Liga                          | FC Porto              | 3-2              |                  |                  |
| 2024-25          | Liga Europa de la UEFA             | Fase Liga                          | Union Saint-Gilloise  |                  | 0-0              |                  |
| 2024-25          | Liga Europa de la UEFA             | Fase Liga                          | Sporting Braga        |                  | 2-1              |                  |
| 2024-25          | Liga Europa de la UEFA             | Fase Liga                          | Qarabag FK            | 1-2              |                  |                  |
| 2024-25          | Liga Europa de la UEFA             | Fase Liga                          | Manchester United     |                  | 2-3              |                  |
| 2024-25          | Liga Europa de la UEFA             | Fase Liga                          | Besitkas              | 2-1              |                  |                  |
| 2024-25          | Liga Europa de la UEFA             | Fase Liga                          | Maccabi Tel Aviv      | 3-1              |                  |                  |
| 2024-25          | Liga Europa de la UEFA             | Fase Liga                          | OGC Nice              |                  | 1-1              |                  |
| 2024-25          | Liga Europa de la UEFA             | Play-off                           | FC Twente             | 5-2 (pró.)       | 1-2              | 6-4              |
| 2024-25          | Liga Europa de la UEFA             | 1/8                                | Olympiacos            | 3-0              | 1-2              | 4-2              |
| 2024-25          | Liga Europa de la UEFA             | 1/4                                | Lazio                 | 2-0 (3:2 p.)     | 1-3              | 3-3              |
| 2024-25          | Liga Europa de la UEFA             | Semifinales                        | Tottenham Hotspur     |                  |                  |                  |